# Sol (stacja metra)
Sol – stacja metra w Madrycie, na linii 1, 2 i 3. Znajduje się w dzielnicy Centro, w Madrycie i zlokalizowana jest pomiędzy stacjami Gran Vía, a Tirso de Molina (linia 1), Sevilla, a Ópera (linia 2), oraz Callao i Lavapiés (linia 3). Została otwarta 17 października 1919.